# Horndrager (art)
 For alternative betydninger, se Horndrager. (Se også artikler, som begynder med Horndrager)
Horndrager (Anacamptis pyramidalis) er en orkidé, der har hjemme i det centrale og sydlige Europa. Den kaldes på engelsk Pyramidal Orchid,
Denne hårdføre flerårige plante vokser til en højde af 30 cm. Farven på blomsten varierer fra pink til lilla, eller sjældent hvid, og duften beskrives som "foxy". Ordningen af de hermafroditiske blomster i en kompakt pyramideform er meget karakteristisk og giver orkideen dens almindelige navn. Blomsterne bliver bestøvet af sommerfugle og møl. Denne orkidé kræver en solbeskinnet plads i diverse jorder: lermuld eller lerjord, sjældent i sandede jorder. Den kan endog også gro i meget alkaliske jorder.
Den tørre og jordede udvækst giver et fint hvidt pulver, kaldet salep. Dette er en meget nærende, sød, stivelsesagtigt substans. Det bliver brugt i drikke, kornprodukter, og når man laver brød. Det bliver også brugt medicinsk i diæter til børn og til rekreation.